# Zemo Gali
Zemo Gali (en georgiano: ზემო გალი; en abjasio: Гал аҿаҩа) es una aldea que pertenece a la parcialmente reconocida República de Abjasia, dentro del distrito de Tkvarcheli, aunque de iure es parte del municipio de Gali de la República Autónoma de Abjasia de Georgia.

## Geografía
Zemo Gali está en la llanura de Samurzajano, en la margen derecho del río Eritskali, a 5 km de Gali. La aldea se administra desde el pueblo de Pirveli Gali. 